# 岩井粂三郎 (5代目)
五代目 岩井粂三郎（ごだいめ いわい くめさぶろう、明治15年（1882年）6月28日 - 昭和20年（1945年）4月13日）は歌舞伎役者。本名は岩井 久次郎（いわい ひさじろう）。屋号は大和屋。定紋は丸に三ツ扇、替紋は杜若丁字。俳名に燕子がある。

## 人物
四代目岩井粂三郎の子として東京浅草の花川戸に生まれる。明治20年（1887年）8月に岩井紀の丸で初舞台。明治28年（1895年）4月または29年（1896年）3月、明治座で四代目岩井久次郎を襲名。明治39年（1906年）10月東京座『異風行列』の濃姫で五代目岩井粂三郎を襲名、名題昇進。市村座から後に四谷の大国座に出る。その後関西に住み着き活躍。晩年は再び東京に戻っている。
当たり役は『伽羅先代萩』の政岡や『八重桐廓話』（嫗山姥）の八重桐、『祇園祭礼信仰記』「金閣寺」の雪姫など多数。
芸も円熟し、そろそろ岩井半四郎かと思われた矢先に戦争が始まって、襲名披露興行どころではなくなってしまった。日本の敗戦色も濃くなった昭和20年4月13日、この日も米軍のB-29爆撃機が300機東京に飛来、この空襲で明治神宮を焼失した。その夜、五代目岩井粂三郎はひっそりと息を引き取った。告別式では今更ながらのように、果たせなかった大名跡・九代目岩井半四郎（くだいめ いわい はんしろう）が追贈された。